# Eterno (álbum)
Eterno es el título del segundo álbum de estudio grabado por el cantautor puertorriqueño-estadounidense Luis Fonsi. El álbum fue lanzado al mercado por la empresa discográfica Universal Music Latino el 20 de junio de 2000. El álbum Eterno fue por el propio artista, coproducido por el arreglista, cantautor, músico y productor musical cubano-estadounidense Rudy Pérez y por el productor musical estadounidense Viet Renn. Fonsi participó en la producción en general y también en los arreglos finales.

## Promoción y recepción
Su sencillo principal del álbum fue la balada romántica «Imagíname sin ti». A este le siguieron «No te cambio por ninguna», escrita por el cantautor ítalo-venezolano Franco De Vita, y «Mi sueño».  
A menos de un mes de estar en el mercado, recibió el segundo disco de oro de su carrera, por las 60 000 copias vendidas de este álbum.

## Lista de canciones
| Eterno |                                                                            |                                                            |                |          |  |
| N.º    | Título                                                                     | Escritor(es)                                               | Productor (es) | Duración |  |
| 1.     | «Imagíname sin ti»                                                         | Rudy Pérez · Mark Portmann                                 | Rudy Pérez     | 4:11     |  |
| 2.     | «Déjame o dame amor»                                                       | Veit Renn · Jolyon Skinner Adapt: al español: Mario Patiño | Veit Renn      | 3:14     |  |
| 3.     | «Eterno»                                                                   | Rudy Pérez · Mark Portmann                                 | Rudy Pérez     | 4:16     |  |
| 4.     | «Te vuelvo a encontrar»                                                    | José Miguel Velásquez                                      | Rudy Pérez     | 3:56     |  |
| 5.     | «Dentro de mi corazón»                                                     | Rafael Esparza-Ruiz · Alán García                          | Rudy Pérez     | 4:24     |  |
| 6.     | «Dime si tú» (How About You)                                               | Rudy Pérez · Joel Numa Adapt: al español: Rudy Pérez       | Rudy Pérez     | 4:29     |  |
| 7.     | «No te cambio por ninguna»                                                 | Franco De Vita                                             | Veit Renn      | 3:41     |  |
| 8.     | «Cuanto quisiera»                                                          | Gilbert González · Rudy Pérez                              | Rudy Pérez     | 4:31     |  |
| 9.     | «Dime cómo vuelvo a tener tu corazón» (Show Me The Way Back to Your Heart) | Diane Warren Adapt: al español: Rudy Pérez                 | Rudy Pérez     | 3:52     |  |
| 10.    | «Mi sueño»                                                                 | Luis Fonsi                                                 | Rudy Pérez     | 4:17     |  |
| 11.    | «Love Me Or Let Me Go»                                                     | Veit Renn · Jolyon Skinner                                 | Veit Renn      | 3:14     |  |
| 12.    | «Imagine Me Without You»                                                   | Rudy Pérez · Mark Portmann                                 | Rudy Pérez     | 4:10     |  |
| 13.    | «Sería fácil»                                                              | Rudy Pérez                                                 | Rudy Pérez     | 3:51     |  |
| 51:40  |                                                                            |                                                            |                |          |  |

## Posicionamiento en listas
| Listas (2000)                   | Mejor posición |
| ------------------------------- | -------------- |
| U.S. Billboard Top Latin Albums | 6              |
| U.S. Billboard Latin Pop Albums | 2              |

## Certificaciones
| País           | Organismo certificador | Certificación   | Ventas certificadas | Ref   |
| -------------- | ---------------------- | --------------- | ------------------- | ----- |
| Estados Unidos | RIAA                   | Platino (Latin) | 60 000              | [ 2 ] |